# Иван Пашинов
Иван Парашкевов Пашинов е български офицер (генерал-майор), командир на 23-ти шипченски полк през Балканската война (1912 – 1913) и на 2-ра бригада от 8-а пехотна тунджанска дивизия през Първата световна война (1915 – 1918).

## Биография
Иван Пашинов е роден на 5 януари 1862 г. в Свищов. През 1877 година, емигрира във Влашко. Малко по-късно същата година избухва Руско-турската война (1877 – 1878) и той прави опит да се запише като доброволец в Българското опълчение, но молбата му не е удовлетворена, поради факта, че е едва 15-годишен. На 17 октомври 1880 г. постъпва на военна служба, през 1883 г. завършва Военното училище в София и на 30 август е произведен в чин подпоручик и зачислен в Орханийска № 11 пеша дружина.

### Сръбско-българска война (1885)
По време на Сръбско-българската война (1885) подпоручик Пашинов е командир на рота в 7-и пехотен преславски полк. С ротата си участва в Сливнишкото сражение (5 – 7 ноември) и в сражението при Пирот (14 – 15 ноември).
На 24 март 1886 г. е произведен в чин поручик, през 1888 г. в чин капитан, през 1899 в чин майор. През 1900 г. е завеждащ домакинството на 16-и пехотен ловчански полк. През 1904 г. е произведен в чин подполковник. През 1909 г. е назначен за помощник-командир на 9-и пехотен пловдивски полк, а през 1910 г. е произведен в чин полковник. През 1911 г. е назначен за командир на 23-и пехотен шипченски полк.

### Балканска война (1912 – 1913)
По време на Балканската война (1912 – 1913) полковник Пашинов е командир на 23-ти пехотен шипченски полк с който участва в боевете при Одрин.

### Първа световна война (1915 – 1918)
В Първата световна война (1915 – 1918) е командир на 2-ра бригада от 8-а пехотна тунджанска дивизия, в чийто състав влизат 23-ти пехотен шипченски полк, две и половина планински батареи и два ескадрона. На 15 август 1917 г. е произведен в чин генерал-майор и до края на войната е началник на 10-а беломорска дивизионна област. След войната на 31 октомври 1918 г. преминава в запаса.
По време на военната си кариера служи и в 6-и пехотен търновски полк.
Генерал-майор Иван Пашинов умира на 28 февруари 1936 г. в Пловдив. Погребан е в Стара Загора (Пантеон „Чадър могила“).

## Военни звания
- Подпоручик (30 август 1883)
- Поручик (24 март 1886)
- Капитан (1888)
- Майор (1899)
- Подполковник (1904)
- Полковник (1910)
- Генерал-майор (15 август 1917)

## Награди
- Военен орден „За храброст“ III степен 2-ри клас
- Орден „Св. Александър“ III степен с мечове по средата
- Народен орден „За военна заслуга“ III степен и V степен на обикновена лента
- Орден „За заслуга“ с военна лента и на обикновена лента;